# Emma Ribomová
Emma Ribomová, nepřechýleně Emma Ribom (* 29. listopadu 1997 Kalix) je švédská běžkyně na lyžích. V běhu na lyžích je mistryní světa z týmového sprintu.

## Sportovní kariéra
V běhu na lyžích je hlavně specialistka na sprinterské tratě.

## Výsledky

### Výsledky ve Světovém poháru
| Sezóna  | Věk | Sezónní výsledky | Sezónní výsledky | Sezónní výsledky | Sezónní výsledky | Výsledky na Ski Tour | Výsledky na Ski Tour | Výsledky na Ski Tour | Výsledky na Ski Tour |
| Sezóna  | Věk | Celkově          | Distance         | Sprinty          | U23              | Nordic Opening       | Tour de Ski          | Ski Tour 2020        | WC Final             |
| ------- | --- | ---------------- | ---------------- | ---------------- | ---------------- | -------------------- | -------------------- | -------------------- | -------------------- |
| 2018/19 | 21  | 97.              | 84.              | 75.              | 21.              | —                    | —                    | —                    | —                    |
| 2019/20 | 22  | 23.              | 23.              | 20.              | 4.               | 26.                  | DNF                  | 9.                   | —                    |
| 2020/21 | 23  | 17.              | 18.              | 15.              | —                | 11.                  | 21.                  | —                    | —                    |
| 2021/22 | 24  | 24.              | 34.              | 13.              | —                | —                    | —                    | —                    | —                    |

### Výsledky na OH
| Rok  | Věk | 10 km | 15 km skiatlon | 30 km hromadný start | sprint | 4 × 5 km štafeta | sprint dvojic |
| ---- | --- | ----- | -------------- | -------------------- | ------ | ---------------- | ------------- |
| 2022 | 24  | 19.   | —              | 29.                  | 6.     | —                | —             |

### Výsledky na MS
| Rok  | Věk | 10 km | 15 km skiatlon | 30 km hromadný start | sprint | 4 × 5 km štafeta | sprint dvojic |
| ---- | --- | ----- | -------------- | -------------------- | ------ | ---------------- | ------------- |
| 2021 | 23  | —     | 18.            | 14.                  | —      | —                | —             |
| 2023 | 25  | —     | —              | 19.                  | 2.     | 3.               | 1.            |